# Liste der Auslandsreisen von Bundespräsident Christian Wulff
Der deutsche Bundespräsident Christian Wulff hat während seiner Amtszeit vom 30. Juni 2010 bis zum 17. Februar 2012 folgende offizielle Auslandsreisen durchgeführt.

## 2010
| Datum            | Ort                  |
| ---------------- | -------------------- |
| 13. Juli         | Polen                |
| 8.–9. September  | Schweiz              |
| 11.–15. Oktober  | Russland             |
| 18.–22. Oktober  | Türkei               |
| 27.–30. November | Israel und Palästina |

## 2011

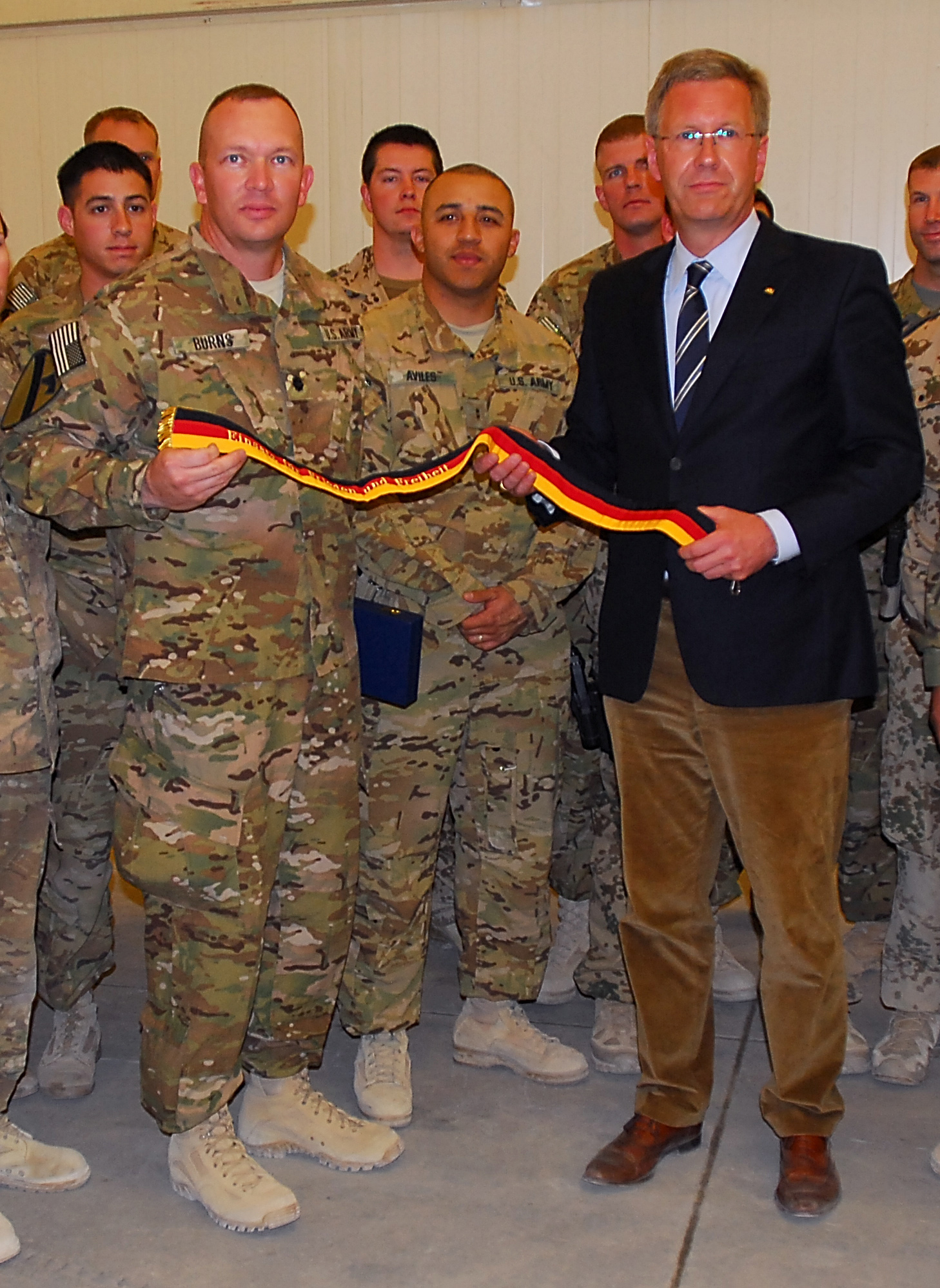
Bundespräsident Wulff beim Besuch von Soldaten der 1. US-Kavalleriedivision im Camp Marmal in Afghanistan am 17. Oktober 2011

| Datum                    | Ort                          |
| ------------------------ | ---------------------------- |
| 30. April–3. Mai         | Mexiko                       |
| 3.–4. Mai                | Costa Rica                   |
| 4.–7. Mai                | Brasilien                    |
| 16.–17. Oktober          | Afghanistan                  |
| 28.–30. November         | Bangladesch                  |
| 30. November–2. Dezember | Indien                       |
| 11.–12. Dezember         | Vereinigte Arabische Emirate |

## 2012
| Datum           | Ort     |
| --------------- | ------- |
| 13.–15. Februar | Italien |